# Sobkowy Żleb

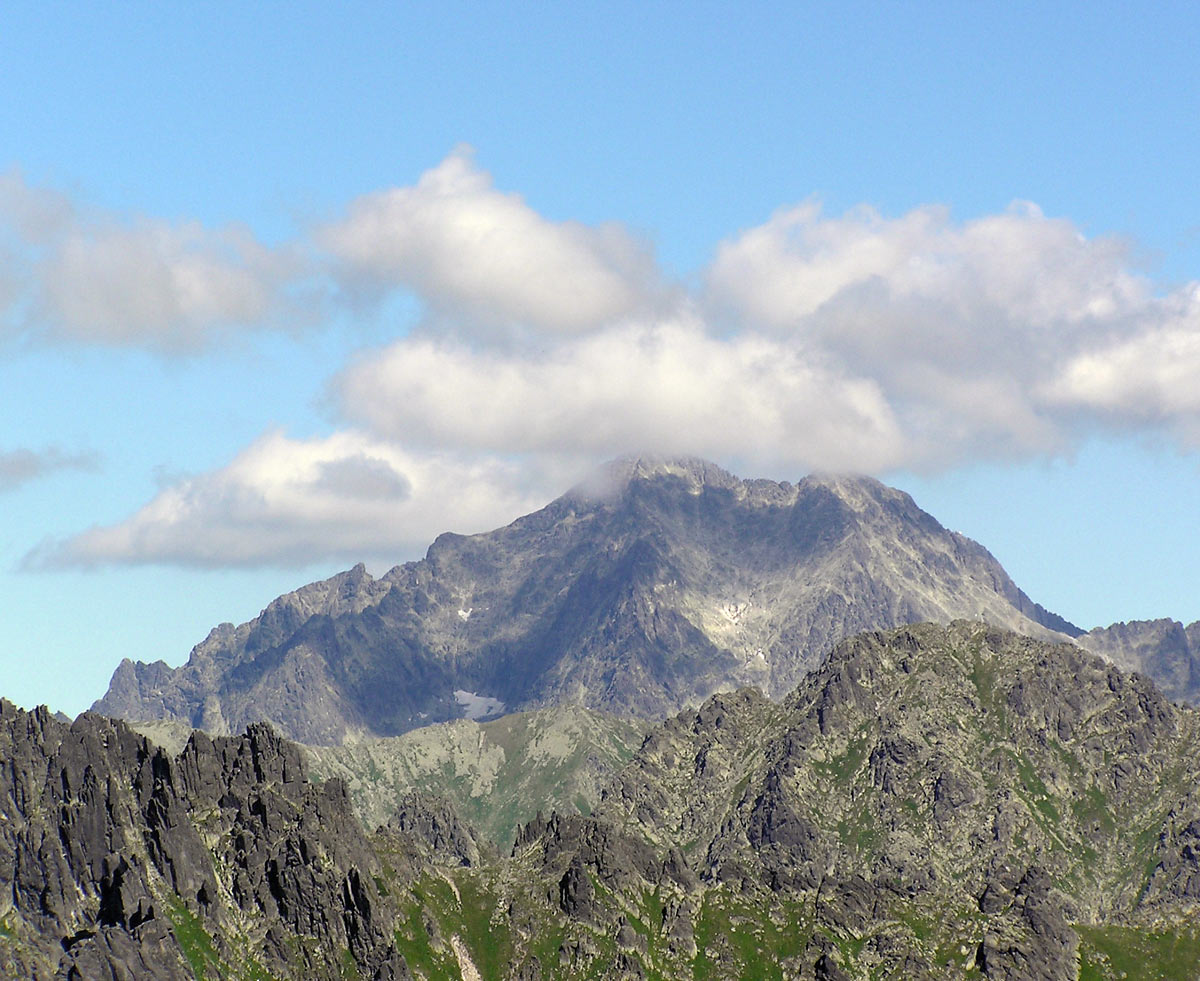
Górne partie Sobkowego Żlebu widoczne poniżej i nieco na prawo od wierzchołka Lodowego Szczytu

Sobkowy Żleb – dolina o kształcie żlebu stanowiąca orograficznie prawe odgałęzienie Doliny Zadniej Jaworowej w słowackiej części Tatr Wysokich. Sobkowy Żleb wrzyna się w masyw Lodowego Szczytu, opada spod Lodowej Szczerbiny, Lodowych Czub i Wyżniej Lodowej Szczerbiny i kieruje się na południowy zachód w stronę górnej części Doliny Jaworowej zwanej Doliną Zadnią Jaworową. Do wyższych partii Sobkowego Żlebu nie prowadzą żadne znakowane szlaki turystyczne, jedynie u jego wylotu przebiega zielono znakowana ścieżka.
Sobkowy Żleb sąsiaduje:
- od północy z Doliną Suchą Jaworową – oddzielony Sobkową Granią,
- od południa z górną częścią Doliny Zadniej Jaworowej podchodzącą pod Lodową Przełęcz – oddzielony całością Michałkowej Grani,
- od wschodu z Doliną Pięciu Stawów Spiskich – oddzielony masywem Lodowego Szczytu.

## Szlaki turystyczne
– szlak zielony z Jaworzyny Tatrzańskiej dnem Doliny Jaworowej i Doliny Zadniej Jaworowej na Lodową Przełęcz, skąd szlak wiedzie dalej do Doliny Pięciu Stawów Spiskich.
- Czas przejścia do rozstaju dróg ze szlakiem niebieskim: 30 min w obie strony
- Czas przejścia od szlaku niebieskiego na Lodową Przełęcz: 4:30 h, ↓ 3:30 h